# Mihail Sadoveanu
Mihail Sadoveanu (Pașcani, 5 novembre 1880 – Bucarest, 19 ottobre 1961) è stato uno scrittore rumeno.

## Biografia
Legato al movimento che, raccolto intorno alla rivista Il seminatore, mirava a collegarsi alle tradizioni nazionali in contrasto con il cosmopolitismo culturale allora dominante, Sadoveanu fu il cantore epico-lirico del popolo romeno, soprattutto del mondo contadino, che egli descrive con melanconica saggezza in una lingua raffinatissima sapientemente intessuta di elementi popolari. Pubblicò in tutto oltre cento libri.

## Opere principali
- Floare ofilita, novelle, del 1905.
- Mormântul unui copil del 1905.

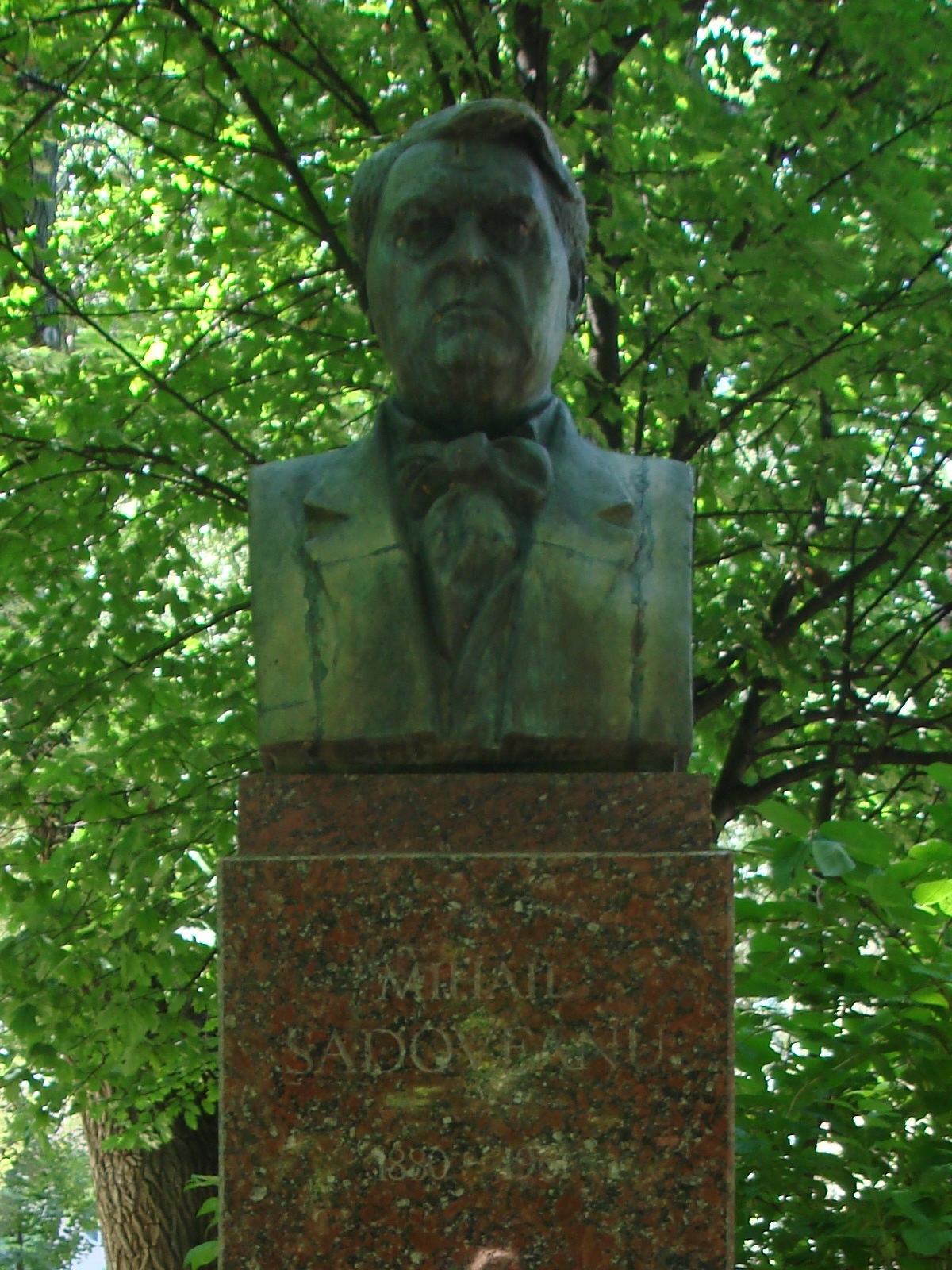
Busto di Sadoveanu a Chișinău.

- Amintirile caprarului Gheorghita del 1905.
- Vremuri de bejenie del 1906.
- La noi în Viisoara del 1906.
- Esopia del 1906.
- Însemnarile lui Neculai Manea, novelle, del 1906.
- Oameni si locuri del 1907.
- O istorie de demult del 1907.
- Duduia Margareta del 1907.
- Istoria marelui împarat Alexandru Macedon în vremea când era emirul lumii 5250 de ani del 1907; una rivisitazione del romanzo popolare Alexandria.
- Povestiri de seara del 1909.
- Genoveva de Brabant del 1909.
- Cum putem scapa de nevoi si cum putem dobândi pamânt del 1909.
- Cântecul amintirii del 1909.
- Apa mortilor del 1911.
- Povestiri de petrecere si folos del 1911.
- Bordeenii, romanzo, del 1912.
- Un instigator del 1912.
- Privelisti dobrogene del 1914.
- Neamul Soimarestilor, romanzo, del 1915.
- Foi de toamna del 1916.
- Printre gene del 1916.
- 44 de zile în Bulgaria del 1916.
- Umilitii mei prieteni del 1917.
- Umbre del 1919.
- În amintirea lui Creanga del 1919.
- Priveghiuri del 1919.
- Povestiri pentru moldoveni del 1919.
- Cocostârcul albastru del 1921.
- Strada Lapusneanu del 1921.
- Neagra Sarului del 1922.
- Pildele lui cuconu Vichentie del 1922.
- Lacrimile ieromonahului Veniamin del 1922.
- Oameni din luna del 1923.
- Ti-aduci aminte del 1923.
- Razboiul balcanic del 1923.
- Venea o moara pe Siret - Il mulino sul Siret, romanzo storico del 1924 sulla vita nei villaggi.
- Tara de dincolo de negura del 1926.
- Dumbrava minunata del 1926.
- Povestiri pentru copii del 1926.
- Dimineti de iulie. Stigletele del 1927.
- Demonul tineretii del 1928.
- Hanul Ancutei - L'osteria di Ancutza, racconto popolare rielaborato nel 1928.
- Împaratia apelor del 1928.
- O întâmplare ciudata del 1928.
- Olanda, reportage sulle guerre in Olanda, del 1928.
- Zodia Cancerului sau Vremea Ducai-Voda - La costellazione del Cancro, romanzo storico del 1929.
- La scure  (Baltagul), romanzo, del 1930.
- Departari, romanzo, del 1930.
- Maria Sa, puiul padurii, romanzo, del 1930.
- Nunta domnitei Ruxandra, romanzo, del 1932.
- Uvar, del 1932.
- Creanga de aur, romanzo, del 1933.
- Locul unde nu s-a întâmplat nimic, del 1933.
- Soarele în balta sau aventurile sahului, del 1934.
- Noptile de Sânziene, romanzo, del 1934.
- Viata lui Stefan cel Mare, biografia, del 1934.
- Trenul fantoma, del 1934.
- Cele mai vechi amintiri, del 1934.
- Cuibul invaziilor, del 1935.
- Povestiri alese, del 1935.
- Pastile blajinilor, del 1935.
- Inima noastra, del 1935.
- Povestiri pentru copii, del 1935.
- Cazul Eugenitei Costea, del 1936.
- Ion Creangă, conferenza, del 1936.
- Ion Neculce, conferenza, del 1936.
- Tara cangurului, del 1937.
- Istorisiri de vânatoare, del 1937.
- Ochi de urs del 1938.
- Valea Frumoasei del 1938.
- Morminte del 1939.
- Fratii Jderi - I fratelli Jderi, trilogia del (1935-1942) - vol I: Ucenicia lui Ionut, del 1935; vol II: Izvorul Alb, del 1936; vol III: Oamenii Mariei Sale, del 1942.
- Divanul persian, romanzo, del 1940.
- Cincizeci de ani de la moratea lui Creanga, conferenza, del 1940.
- Vechime, del 1940.
- Ostrovul lupilor, del 1941.
- Povestirile de la Bradu- Strâmb, del 1941.
- Anii de ucenicie, del 1944.
- Fantazii rasaritene, del 1946.
- Caleidoscop, del 1946.
- Mitrea Cocor, fortunatissimo romanzo del 1949, testimonianza della sua fervida adesione alla nuova Romania di quegli anni.
- Nada Florilor, amintirile unui pescar cu undita, del 1951.
- Însemnari pe marginea articolului 80, del 1952.
- Aventuri în Lunca Dunarii, del 1954.
- Evocari, del 1954.